# Circuit d’Albi
Der Circuit d’Albi, auch Circuit Le Séquestre, ist eine Motorsport-Rennstrecke in Le Sequestre bei Albi im Département Tarn im südwestlichen Frankreich. Sie ist nach Le Mans die zweitälteste französische Rennstrecke.

## Geschichte
Albi hat eine fast 85-jährige Motorsporttradition. Ab 1933 beherbergte der Circuit des Planques Rennen. Als der schnelle und gefährliche Straßenkurs nach dem Unfall beim 24-Stunden-Rennen von Le Mans 1955 in zunehmende Kritik kam, wurde vom lokalen Automobil und Motorrad-Club der Bau einer neuen Strecke auf dem Gelände des Aéroport d’Albi – Le Séquestre beschlossen. Dieser begann im April 1962 und am 7. September 1962 wurde mit dem 20. Grand Prix d'Albi die neue Strecke eröffnet.

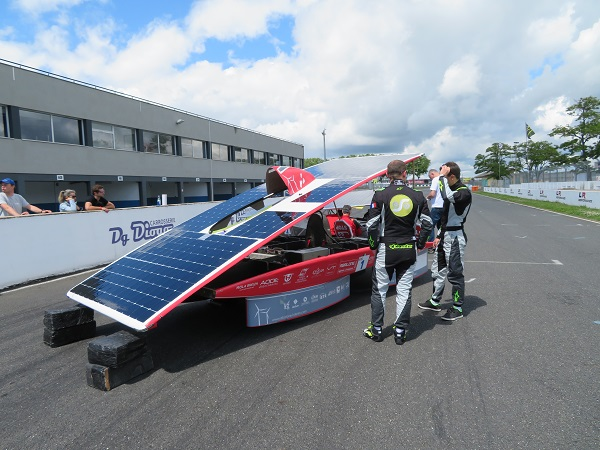
Ein Solarmobil auf dem Circuit d´Albi

Die 3636 m lange erste Version des Kurses hatte lediglich 3 Kurven und bestand aus einer schmalen Strecke mit einer Begrenzung aus Heuballen. Im Jahr 1981 wurde die Start- und Landebahn des Flughafens verlängert, was eine Neugestaltung des westlichen Endes der Strecke erforderte. Die bis dahin bestehende Virage de l´Aerodrome und die Virage de Maranes wurden durch die neue Double droite de l´Aerodrome ersetzt, die die Landebahn nun im rechten Winkel überquerte. Im Zuge eines größeren Umbaus 1988 wurde die Chicane du Sequestre auf der Rajol-Gerade eingebaut, die erste Kurve umgebaut und eine neue Boxenanlage geschaffen. 1994 erfolgte ein Umbau der vorletzten Kurve (Virage du Parc), 2003 der Einbau der Schikane „Esses de Francois Flad“ in Kurve 1 und 2004 der erneute Umbau der Virage du Parc, jeweils mit dem Ziel die Durchschnittsgeschwindigkeiten auf dem Kurs zu senken. Der letzte Umbau auf seitdem 3,565 km Länge erfolgte 2009, als die schnelle Clubhaus-Kurve durch die Chicane Armand Brouzes ersetzt wurde und der Ausgang der Double Droite de l´Aerodrome durch eine engere Kurve gestaltet wurde.
2015 wurde der Betrieb der Strecke für 12 Jahre an die Firma DS Events übertragen. Diese beantragte im März 2022 die vorzeitige Auflösung des Pachtvertrages nachdem Klagen durch Anwohner wegen der Lärmbelästigung und folgende Auflagen den Betrieb der Strecke seit 2019 einschränkten.

## Streckenbeschreibung
Die Piste hat eine Länge von 3565 Metern. Sie umfasst auch eine kürzere Supermoto-Variante. Im nördlichen Bereich der Anlage befindet sich auch eine Kartbahn.

## Veranstaltungen
Aktuell (Stand 2024) starten die französische Tourenwagenrennserie des Coupé de France des Circuits und die französische Truck Racing Meisterschaft – die dort seit 2016 ihr Saisonfinale ausrichtet – auf dem Circuit d´ Albi.
Wichtigste Veranstaltung in der Vergangenheit war der vom Circuit des Planques übernommene Grand Prix d´Álbi der im Laufe seiner Geschichte für unterschiedliche Fahrzeugklassen (Formula Junior, Formel 2, Formel 3, Formel Renault) ausgeschrieben wurde und dessen 60. Ausgabe 2002 abgehalten wurde.